# Judgment Day (2002)
Judgment Day (2002) foi o quarto evento pay-per-view (PPV) de wrestling profissional Judgment Day produzido pela World Wrestling Entertainment (WWE). Foi realizado para lutadores das divisões de marca Raw e SmackDown!. Aconteceu em 19 de maio de 2002, no Gaylord Entertainment Center em Nashville, Tennessee. Este evento foi o primeiro pay-per-view da promoção realizado sob o nome WWE após a mudança de seu nome anterior, World Wrestling Federation (WWF), duas semanas antes do evento, embora materiais promocionais produzidos antes de 10 de maio de 2002, ainda trazia o logotipo da WWF. A música tema deste evento foi a música “Broken” da banda de hard rock 12 Stones.
Nove partidas foram disputadas no evento. Duas partidas foram promovidas como eventos principais; um em cada marca. No evento principal do SmackDown!, The Undertaker derrotou Hollywood Hulk Hogan para ganhar o Campeonato Indiscutível da WWE. No evento principal do Raw, Stone Cold Steve Austin derrotou Ric Flair e Big Show em uma luta handicap. Outras lutas proeminentes incluíram Triple H derrotando Chris Jericho em uma luta Hell in a Cell, Edge derrotando Kurt Angle em uma luta hair vs. hair, e na luta de abertura, Eddie Guerrero derrotou Rob Van Dam para reter o Campeonato Intercontinental do Raw.

## Resultados
| Nº                                          | Resultados                                                                                            | Estipulações                                           | Tempo |
| ------------------------------------------- | --- | ------------------------------------------------------ | ----- |
| Heat                                        | William Regal (c) derrotou D'Lo Brown                                                                 | Luta individual pelo WWE European Championship         | 6:22  |
| 1                                           | Eddie Guerrero (c) derrotou Rob Van Dam                                                               | Luta individual pelo WWE Intercontinental Championship | 10:17 |
| 2                                           | Trish Stratus (c) (com Bubba Ray Dudley) derrotou Stacy Keibler (com Reverend Devon e Deacon Batista) | Luta individual pelo WWE Women's Championship          | 2:54  |
| 3                                           | Brock Lesnar e Paul Heyman derrotaram The Hardy Boyz (Matt e Jeff Hardy)                              | Luta de duplas                                         | 4:47  |
| 4                                           | Stone Cold Steve Austin derrotou Big Show e Ric Flair                                                 | Luta 2-contra-1                                        | 15:36 |
| 5                                           | Edge derrotou Kurt Angle                                                                              | Luta cabelo vs. cabelo                                 | 15:30 |
| 6                                           | Triple H derrotou Chris Jericho                                                                       | Luta Hell in a Cell                                    | 24:31 |
| 7                                           | Rikishi e Rico derrotaram Billy e Chuck (c)                                                           | Luta de duplas pelo WWE Tag Team Championship          | 3:50  |
| 8                                           | The Undertaker derrotou Hollywood Hulk Hogan (c)                                                      | Luta individual pelo Undisputed WWE Championship       | 11:17 |
| (c) – Refere-se aos campeões antes da luta. | |                                                        |       |